# Lancer du javelot féminin à la Ligue de diamant 2012
Navigation
2011
Le concours du lancer du javelot féminin de la Ligue de diamant 2012 se déroule du 11 mai au 7 septembre 2012. La compétition fait successivement étape à Doha, Rome, New York, Londres Lausanne, Birmingham et Bruxelles.

## Calendrier
| Date               | Meeting                         | Ville      | Pays        |
| ------------------ | ------------------------------- | ---------- | ----------- |
| 11 mai 2012        | Qatar Athletic Super Grand Prix | Doha       | Qatar       |
| 31 mai 2012        | Golden Gala                     | Rome       | Italie      |
| 9 juin 2012        | Meeting de New York             | New York   | États-Unis  |
| 13-14 juillet 2012 | London Grand Prix               | Londres    | Royaume-Uni |
| 23 août 2012       | Athletissima                    | Lausanne   | Suisse      |
| 26 août 2012       | Aviva Birmingham Grand Prix     | Birmingham | Royaume-Uni |
| 7 septembre 2012   | Mémorial Van Damme              | Bruxelles  | Belgique    |

## Résultats
| Date | Meeting    | 1er                                  | 1er   | 2e                             | 2e    | 3e                          | 3e    |
| --- | ---------- | ------------------------------------ | ----- | ------------------------------ | ----- | --------------------------- | ----- |
| 11 mai 2012 | Doha       | Mariya Abakumova 66,86 m (WL)        | 4 pts | Barbora Špotáková 66,17 m      | 2 pts | Christina Obergföll 64,59 m | 1 pt  |
| 31 mai 2012 | Rome       | Barbora Špotáková 68,65 m (WL)       | 4 pts | Sunette Viljoen 67,95 m (SB)   | 2 pts | Goldie Sayers 64,73 m (SB)  | 1 pt  |
| 9 juin 2012 | New York   | Sunette Viljoen 69,35 m (AR, WL, MR) | 4 pts | Barbora Špotáková 68,73 m (SB) | 2 pts | Kara Patterson 60,33 m      | 1 pt  |
| 13-14 juillet 2012 | Londres    | Goldie Sayers 66,17 m (NR)           | 4 pts | Barbora Špotáková 64,19 m      | 2 pts | Vira Rebryk 63,80 m         | 1 pt  |
| 23 août 2012 | Lausanne   | Barbora Špotáková 67,19 m            | 4 pts | Mariya Abakumova 65,80 m       | 2 pts | Sunette Viljoen 64,08 m     | 1 pt  |
| 26 août 2012 | Birmingham | Barbora Špotáková 66,08 m (MR)       | 4 pts | Christina Obergföll 63,19 m    | 2 pts | Vira Rebryk 62,82 m         | 1 pt  |
| 7 septembre 2012 | Bruxelles  | Barbora Špotáková 66,91 m            | 8 pts | Sunette Viljoen 65,33 m        | 4 pts | Vira Rebryk 64,52 m         | 2 pts |
| Records et Performances - AR : Record continental (area record) - CR : Record des championnats (championship record) - MR : Record du meeting (meet record) - NR : Record national (national record) - OR : Record olympique (olympic record) - PR : Record paralympique (paralympic record) - PB : Record personnel (personal best) - SB : Meilleure performance personnelle de la saison (season's best) - WL : Meilleure performance mondiale de l'année (world leader) - WJR : Record du monde junior (world junior record) - WR : Record du monde (world record) Circonstances et Conditions - DNF : N'a pas terminé (did not finish) - DNS : N'a pas pris le départ (did not start) - DQ : Disqualification (disqualification) - NM : Aucun essai valable enregistré (No Mark) - Q : Qualifié « directement » au prochain tour (ou à la prochaine compétition), lors d'une compétition majeure, grâce au classement ou à la réalisation des minima (automatic qualifier) - q : Qualifié au prochain tour (ou à la prochaine compétition), lors d'une compétition majeure, grâce au repêchage ou à la réalisation de l'une des meilleures performances parmi celles des « non qualifiés directement » (grâce au meilleur temps ou à la meilleure distance par exemple) (secondary qualifier) |            |                                      |       |                                |       |                             |       |

## Classement général
| Rang | Athlète | Points |
| ---- | ------- | ------ |
| 1    |         |        |
| 2    |         |        |
| 3    |         |        |
| 4    |         |        |
| 5    |         |        |